# BS Zelda no Densetsu: Inishie no Sekiban
BS Zelda no Densetsu: Inishie no Sekiban (eller BS The Legend of Zelda: Ancient Stone Tablets) är ett TV-spel som släpptes till Satellaview 1997. BS:et står för Broadcast Satellaview och det fanns en möjlighet att ladda ner detta spel till sin Satellaview, vilket i sig är ett tillbehör till Super Famicom. Man kunde sedan spara spelet på konsolens internminne eller på en speciell kassett (kallad BS-X Special Broadcast Cassette). Spelet går även under namnet Fourth Quest, med hänvisning till att det är en uppföljning på Third Quest som spelet BS Zelda no Densetsu ibland kallas, som i sin tur är en uppföljning på Second Quest som finns i originalspelet.

## Handling
Tidsmässigt utspelar sig detta spel efter The Legend of Zelda: A Link to the Past, alltså under tiden som Link är på Koholint Island (Legend of Zelda: Link's Awakening). Det är på grund av att Link är borta från Hyrule som mörka krafter börjar härja där igen. Dock finns det hopp. En yngling (man väljer själv vilket kön denna karaktär skall ha) kommer till Hyrule från en annan värld. Ynglingen upptäcks då av Sahasrahla och Zelda, som kallar honom/henne för Hero of Light (Ljusets Hjälte). Man får i uppdrag att samla ihop åtta stycken Ancient Stone Tablets, som innehåller visdomsord, som i sig kan driva bort de mörka krafterna. 
Efter att man har hittat dessa åtta bitar, och tagit Master Sword (Mästarsvärdet) från sin piedestal, klättrar man tillsammans med Zelda upp till Death Mountain. Zelda läser då ur Book of Mudora (Mudoraboken) för att kunna översätta texten på stentavlorna. Sacred Bow (Den Heliga Pilbågen) och en Silver Arrow (Silverpil) visar sig och det står klart att det är detta som man måste använda för att besegra Ganon. Efter den slutgiltiga striden, lämnar man tillbaka Master Sword (Mästarsvärdet) och beger sig till sin egen värld igen.

## Spelsätt
Spelet liknar The Legend of Zelda: A Link to the Past, men med uppgraderad grafik och annorlunda uppdrag. Där fanns en klocka i spelet som var synkroniserad med tiden i verkligheten. Denna klocka styrde det mesta i spelet och olika uppgraderingar försvann när klockan visade en viss tid. Spelet var på så sätt uppbyggt i fyra kapitel, som spelades live. Varje vecka kom där ett nytt kapitel som spelaren skulle klara av.
| Från...       | Till...       | Kapitelnamn (på japanska)                      |
| ------------- | ------------- | ---------------------------------------------- |
| 30 mars 1997  | 5 april 1997  | BS Zelda no Densetsu Kodai no Sekiban Dai 1 Wa |
| 6 april 1997  | 12 april 1997 | BS Zelda no Densetsu Kodai no Sekiban Dai 2 Wa |
| 13 april 1997 | 19 april 1997 | BS Zelda no Densetsu Kodai no Sekiban Dai 3 Wa |
| 20 april 1997 | 26 april 1997 | BS Zelda no Densetsu Kodai no Sekiban Dai 4 Wa |